# La Cage aux Folles (Musical)
La Cage aux Folles (Ein Käfig voller Narren) ist ein Musical in zwei Akten mit Musik und Songtexten von Jerry Herman zum Buch von Harvey Fierstein.

## Geschichte
1973 wurde Jean Poirets Theaterstück La Cage aux Folles in Paris uraufgeführt. Es wurde zu einem großen Boulevard-Hit. Im Théâtre du Palais-Royal wurde es sieben Jahre lang ohne Unterbrechung gespielt. Zugleich kam die Produktion weltweit auf die Bühnen. 1978 entstand Édouard Molinaros Kinofassung Ein Käfig voller Narren mit Michel Serrault und Ugo Tognazzi. In den USA wurde der Film zu einem der größten Erfolge einer nicht-amerikanischen Produktion.
1983 wurde man am Broadway auf die sich hervorragend eignende Vorlage aufmerksam. Für die Musicalbühne schrieb Altmeister Jerry Herman (u. a. Hello, Dolly!) eingängige Melodien. Showstopper ist sicher das Lied I am what I am („Ich bin, was ich bin“), das von verschiedenen Interpreten, unter anderem von Gloria Gaynor und Shirley Bassey als unabhängiger Titel gesungen wurde. Dass viele Frauen den Titel singen, ist insofern bemerkenswert, als der Text das Outing eines schwulen Mannes darstellt, der um Respekt und Anerkennung wirbt. Das Lied genießt unter Schwulen, Travestie-Künstlern und Dragqueens Kultstatus.

## Handlung
Georges betreibt seit vielen Jahren den Club La Cage aux Folles in Saint-Tropez. Gefeierter Star der frivolen und glitzernden Travestie-Shows ist Georges’ Lebenspartner Albin, der als Zaza das Publikum begeistert. Eines Tages kündigt sich Besuch an: Sohn Jean-Michel, eine „Jugendsünde“ des homosexuellen Georges, der von Georges und Albin aufgezogen wurde. Der Sprössling hat die Liebe seines Lebens gefunden: ein Mädchen namens Anne. Das sich ankündigende Familientreffen hat einen Haken: Der Vater der Verlobten, ein erzkonservativer Politiker und gestrenger Sittenwächter, möchte die Eltern des zukünftigen Schwiegersohnes kennenlernen. Georges muss daher auf die Schnelle ein bürgerlich-konservatives Umfeld für den Besuch schaffen. Nebst dem wenig geeigneten Wohn- und Arbeitsumfeld von Georges und Albin muss noch ein grundsätzlicheres Problem gelöst werden: Woher eine „Mutter“ nehmen? Albin bietet hilfreich seine Dienste an und will bei dem Treffen als Jean-Michels Mutter auftreten, was dieser zunächst skeptisch ablehnt. Doch schließlich übernimmt Albin die Rolle und kann zunächst auch das Vertrauen von Annes Eltern gewinnen. Als diese jedoch aufgrund einer Unachtsamkeit Albins die Wahrheit erkennen, ist vor allem Annes Vater empört und will die geplante Hochzeit absagen. Nach großen Wirren und viel Komik kündigt sich ein Happy End an.

## Songtitel
1. Akt
- Ouvertüre – Orchester
- „We Are What We Are“ – Georges und Les Cagelles
- „A Little More Mascara“ – Albin und Les Cagelles
- „With Anne on My Arm“ – Jean-Michel und Georges
- „With You on My Arm“ – Georges und Albin
- „Song on the Sand“ – Georges
- „La Cage aux Folles“ – Albin, Jacqueline und Les Cagelles
- „I Am What I Am“ – Albin

2. Akt
- Entr'acte – Orchester
- „Song on the Sand“ (Reprise) – Georges und Albin
- „Masculinity“ – Georges, Albin, Monsieur Renaud, Madame Renaud, Passanten
- „Look Over There“ – Georges
- „Dishes (Cocktail Counterpoint)“ – Georges, Edouard Dindon, Marie Dindon und Jacob
- „The Best of Times“ – Albin, Jacqueline und Ensemble
- „Look Over There“ (Reprise) – Jean-Michel
- „La Cage aux Folles“ (Reprise) – Georges
- Finale – Ensemble

## Premieren
La Cage aux Folles wurde am 21. August 1983 uraufgeführt und errang in der Theatersaison 1983/84 viele amerikanische Theaterpreise (so auch sechs Tony Awards, darunter „Bestes Musical“, „Best Score“ und „Best Book of a Musical“). Die Show wurde bis zum 15. November 1987 im New Yorker Palace Theatre 1761-mal aufgeführt.
Die Londoner West-End-Premiere war am 7. Mai 1986 im London Palladium; das Musical wurde dort 301-mal aufgeführt.
Sowohl am New Yorker Broadway als auch am Londoner West End gab es seitdem mehrere erfolgreiche Wiederaufnahmen.
1985 gelang es dem Berliner Theater des Westens die Aufführungsrechte für die Deutschsprachige Erstaufführung zu bekommen. Übersetzt wurde es von Erika Gesell und Christian Severin. Die Premiere der Inszenierung von La Cage aux Folles fand am 23. Oktober 1985 statt. Es spielten u. a. Helmut Baumann als Albin/Zaza, Günter König als Georges. Über mehrere Jahre gehörte das Stück dort zum festen Repertoire.
In Österreich wurde das Musical erstmals vom 3. August 1989 bis 26. August 1989 beim Musical Sommer Amstetten unter der Regie von Heinz Ehrenfreund aufgeführt. An einem regulären Theater stand es vom 7. Januar 1991 bis 10. Juni 2007 am Spielplan der Wiener Volksoper. Es spielten Frank Hoffmann Georges und Karlheinz Hackl Albin/Zaza.
Inszeniert wurde es von Dennis Callahan, Heinz Ehrenfreund und David Scala; Dirigent war Peter Keuschnig.
In St. Gallen in der Schweiz wurde das Musical im Tiffany Theater erstmals vom 31. Dezember 1993 bis zum 22. Januar 1994 aufgeführt. Die musikalische Leitung hatte Albrecht Ehl inne, die Inszenierung Bruno Broder, für die Choreographie zeichnete Marianne Fuchs verantwortlich. Albin/Zaza verkörperte Reinhard Ziegler, Georges Bruno Broder.
In den Niederlanden wurde das Stück erstmals von August bis Oktober 1995 im königlichen Theater Carré aufgeführt. Jacco van Renesse spielte Albin/Zaza, Fred Butter Georges und Regie führte Shireen Strooker. Eine Neuinszenierung hatte am 28. November 2010 im neu eröffneten DeLaMar Theater unter Beisein von Königin Beatrix Premiere.
Vom 9. Juni 2012 bis zum 25. Mai 2013 war das Musical im Volkstheater Frankfurt zum ersten Mal in Mundart zu sehen. Verantwortlich für die Hessische Fassung war Thomas Bäppler-Wolf der als Albin, neben Wolff von Lindenau als Georges, eine der Hauptrollen spielte.
Vom 10. Dezember 2012 bis zum 3. Februar 2013 spielte das Grenzlandtheater Aachen das Stück mit Samuel Schürmann als Albin/Zaza, Gido Schimanski als Georges und Guy Van Damme als Jacob.
Ab 9. Februar 2013 wurde das Musical im Landestheater Coburg unter der Regie von Holger Hauer und der musikalischen Leitung von Roland Fister gezeigt. Ab Juni 2013 dann auch in Köln unter der Regie von Bernd Schaarmann und der musikalischen Leitung von Inga Hilsberg.
Von Juni 2013 bis Januar 2014 spielte die Kammeroper Köln das Stück mit Guido Kleineidam als Albin/Zaza unter der Regie von Bernd Schaarmann und der musikalischen Leitung von Inga Hilsberg.
Ab Februar 2014 war das Stück in der Bar jeder Vernunft in Berlin unter der Regie von Bernd Mottl zu sehen.
Im September 2014 feierte das Stück im Theater Bonn unter der Regie von John Dew Premiere.
Das Hans Otto Theater Potsdam brachte das Musical im November 2014 auf die Bühne. Regie führt Ulrich Wiggers, die musikalische Leitung liegt bei Ferdinand von Seebach.
Das Landestheater Niederbayern spielte das Stück erstmals am 1. Februar 2015; Regie Stefan Tilch, Musikalische Leitung Basil H. E. Coleman, Choreografie Jonathan Lunn, Bühnen und Kostümbild Charles Cusick Smith und Philip Ronald Daniels, Musikalische Einstudierung Peter WesenAuer.
Plattdeutsche Erstaufführung mit dem Titel Dat Narrenhuus im Ohnsorg-Theater vom 24. Mai bis 5. Juli 2015 in einer Inszenierung von Frank Thannhäuser unter musikalischer Leitung von Stefan Hiller; Plattdeutsch von Hartmut Cyriacks und Peter Nissen.
Der Zeltpalast Merzig nahm das Musical erstmals ab dem 17. Juli bis zum 9. August 2015 ins Programm. Regie Holger Hauer, Musikalische Leitung Ferdinand von Seebach, Choreografie Christopher Tölle, Bühne Johannes Fischer, Kostüme Ulli Kremer.
In der Staatsoperette Dresden feierte das Musical am 29. Januar 2016 Premiere. Die musikalische Leitung hat Christian Garbosnik, inszeniert wurde es von Andreas Gergen, das Bühnenbild kommt von Christian Floeren und die Kostüme kreierte Conny Lüders.
Für das Theater Basel inszeniert Martin G. Berger das Musical in der Spielzeit 2018/2019. Premiere war am 14. Dezember 2018. Die musikalische Leitung hatte Thomas Wiese, die Choreografie stammt von Marguerite Donlon.

## Besetzungen

### Originalbesetzungen
| Rolle          | Original Broadway Cast 1983 | Original London Cast 1986 | Erstes Broadway Revival 2004 | London Revival 2008 | Zweites Broadway Revival 2010 | Nordamerika Tour 2011  | U.K. Tour 2017     |
| -------------- | --------------------------- | ------------------------- | ---------------------------- | ------------------- | ----------------------------- | ---------------------- | ------------------ |
| Albin          | George Hearn                | George Hearn              | Gary Beach                   | Douglas Hodge       | Douglas Hodge                 | Christopher Sieber     | John Partridge     |
| Georges        | Gene Barry                  | Denis Quilley             | Daniel Davis                 | Denis Lawson        | Kelsey Grammer                | George Hamilton        | Adrian Zmed        |
| Jean-Michel    | John Weiner                 | Jonathon Morris           | Gavin Creel                  | Neil McDermott      | A.J. Shively                  | Billy Harrigan Tighe   | Dougie Carter      |
| Jacob          | William Thomas, Jr.         | Donald Waugh              | Benjamin Washington          | Stuart Neal         | Robin de Jesús                | Jeigh Madjus           | Samson Ajewole     |
| Jacqueline     | Elizabeth Parrish           | Phyllida Law              | Ruth Williamson              | Tracie Bennett      | Christine Andreas             | Gay Marshall           | Marti Webb         |
| Anne Dindon    | Leslie Stevens              | Wendy Roe                 | Angela Gaylor                | Alicia Davies       | Elena Shaddow                 | Allison Blair McDowell | Alexandra Robinson |
| Edouard Dindon | Jay Garner                  | Brian Glover              | Michael Mulheren             | Iain Mitchell       | Fred Applegate                | Bernard Burak Sheredy  | Paul F. Monaghan   |
| Marie Dindon   | Merle Louise                | Julia Sutton              | Linda Balgord                | Paula Wilcox        | Veanne Cox                    | Cathy Newman           | Su Douglas         |

### Bedeutende Replacements
Broadway (1983–87)
- Albin: Walter Charles, Lee Roy Reams
- Georges: Van Johnson, Peter Marshall, Keith Michell, Jamie Ross

Broadway Revival (2004–05)
- Georges: Robert Goulet

London Revival (2008–10)
- Albin: Graham Norton, Roger Allam, John Barrowman
- Georges: Steven Pacey, Philip Quast, Simon Burke

Broadway Revival (2010–11)
- Albin:  Harvey Fierstein
- Georges: Jeffrey Tambor, Christopher Sieber
- Marie Dindon: Allyce Beasley
- Edouard Dindon: Michael McShane

## Tonträger (Auswahl)
- La Cage aux Folles – The Broadway Musical (Original-Cast mit George Hearn als Albin und Gene Barry als Georges) – Label: BMG / RCA, Erstveröffentlichung: 1987
- La Cage aux Folles – New Broadway Cast Recording (Broadway-Revival 2010 als „Kammer-Version“ mit reduziertem Orchester, mit Douglas Hodge als Albin und Kelsey Grammer als Georges) – Label: Ps Classics, Veröffentlicht: 2010
- La Cage aux Folles – Ein Käfig voller Narren (Deutsche Original-Aufnahme aus dem Theater des Westens Berlin, mit Helmut Baumann als Albin und Günter König als Georges) – Label: Polydor / Universal Music

## Auszeichnungen (Auswahl)

### Original Broadway-Produktion
Tony Awards 1984
- Auszeichnung als Bestes Musical
- Auszeichnung für Harvey Fierstein in der Kategorie Bestes Libretto
- Auszeichnung für Jerry Herman in der Kategorie Beste Musik
- Auszeichnung für George Hearn in der Kategorie Bester Hauptdarsteller in einem Musical
- Auszeichnung für Arthur Laurents in der Kategorie Beste Regie eines Musicals
- Auszeichnung für Theoni V. Aldredge in der Kategorie Bestes Kostüm-Design
- Nominierung für Gene Barry in der Kategorie Bester Hauptdarsteller in einem Musical
- Nominierung für Scott Salmon in der Kategorie Beste Choreographie
- Nominierung für Jules Fisher in der Kategorie Bestes Licht-Design

Drama Desk Award 1984
- Auszeichnung für George Hearn in der Kategorie Outstanding Actor in a Musical
- Auszeichnung für Jerry Herman in der Kategorie Outstanding Music
- Auszeichnung für Theoni V. Aldredge in der Kategorie Outstanding Costume Design
- Nominierung für Harvey Fierstein in der Kategorie Outstanding Book of a Musical
- Nominierung für Gene Barry in der Kategorie Outstanding Actor in a Musical
- Nominierung für Jerry Herman in der Kategorie Outstanding Lyrics
- Nominierung für Jim Tyler in der Kategorie Outstanding Orchestrations
- Nominierung für Jules Fisher in der Kategorie Outstanding Lighting Design

### Broadway-Revival 2004
Tony Awards 2005
- Auszeichnung als Bestes Musical-Revival
- Auszeichnung für Jerry Mitchell in der Kategorie Beste Choreographie
- Nominierung für Gary Beach in der Kategorie Bester Hauptdarsteller in einem Musical
- Nominierung für William Ivey Long in der Kategorie Bestes Kostüm-Design

Drama Desk Award 2005
- Auszeichnung als Outstanding Revival of a Musical
- Auszeichnung für Jerry Mitchell in der Kategorie Outstanding Choreography
- Nominierung für William Ivey Long in der Kategorie Outstanding Costume Design

### London-Revival 2008
Laurence Olivier Award 2009
- Auszeichnung als Bestes Musical-Revival
- Auszeichnung für Douglas Hodge in der Kategorie Bester Darsteller in einem Musical
- Nominierung für Denis Lawson in der Kategorie Bester Darsteller in einem Musical
- Nominierung für Jason Pennycooke in der Kategorie Bester Nebendarsteller in einem Musical
- Nominierung für Terry Johnson in der Kategorie Beste Musical-Regie
- Nominierung für Lynne Page in der Kategorie Beste Theater-Choreographie
- Nominierung für Matthew Wright in der Kategorie Bestes Kostüm-Design

### Broadway-Revival 2010
Tony Awards 2010
- Auszeichnung als Bestes Musical-Revival
- Auszeichnung für Douglas Hodge in der Kategorie Bester Hauptdarsteller in einem Musical
- Auszeichnung für Terry Johnson in der Kategorie Beste Musical-Regie
- Nominierung für Kelsey Grammer in der Kategorie Bester Hauptdarsteller in einem Musical
- Nominierung für Robin de Jesus in der Kategorie Bester Nebendarsteller in einem Musical
- Nominierung für Lynne Page in der Kategorie Beste Choreographie
- Nominierung für Jason Carr in der Kategorie Beste Orchestrierung
- Nominierung für Tim Shortall in der Kategorie Bestes Bühnenbild
- Nominierung für Matthew Wright in der Kategorie Bestes Kostüm-Design
- Nominierung für Nick Richings in der Kategorie Bestes Licht-Design
- Nominierung für Jonathan Deans in der Kategorie Bestes Sound-Design

Drama Desk Award 2010
- Auszeichnung als Outstanding Revival of a Musical
- Auszeichnung für Douglas Hodge in der Kategorie Outstanding Actor in a Musical
- Auszeichnung für Matthew Wright in der Kategorie Outstanding Costume Design
- Nominierung für Robin de Jesus in der Kategorie Outstanding Featured Actor in a Musical
- Nominierung für Terry Johnson in der Kategorie Outstanding Director of a Musical
- Nominierung für Lynne Page in der Kategorie Outstanding Choreography
- Nominierung für Jonathan Deans in der Kategorie Outstanding Sound Design